# Laura Fincato
Laura Fincato (Vicenza, 12 luglio 1950) è una politica italiana.

## Biografia
Ha studiato al Liceo classico Pigafetta ove si è diplomata con 60/60. Ha frequentato la facoltà di Filosofia all'Università di Padova e si è laureata il 19 giugno 1973 con il punteggio di 110/110 e lode, con tesi su "Scuola di Francoforte: il pensiero di Jurgen Habermas". È stata insegnante di ruolo nei licei e ricercatrice per la Fondazione Brodolini.
È stata membro della Direzione nazionale del Partito socialista italiano e responsabile del settore scuola.
È stata Consigliere comunale per il PSI a Vicenza per tre consiliature dal 1975 al 1990.
È stata eletta parlamentare alla Camera dei deputati per tre legislature consecutive: 1983, 1987 e 1992 per il PSI.
È stata Sottosegretario di stato alla Pubblica Istruzione dal 1989 al 1992 e Sottosegretario al Ministero degli Affari Esteri dal 1993 al 1994.
Cessato il mandato parlamentare, nel 1995 è stata nominata Consigliere presso la Presidenza del Consiglio per gli Italiani all'estero.
Nel 1996 è diventata Capo della segreteria del Ministro degli Affari Esteri Lamberto Dini, in quota Rinnovamento Italiano.
Nel 2005 è diventata Assessore alla pianificazione strategica e all'ambiente della Giunta Cacciari nella città di Venezia.
Nel 2006 è tornata in Parlamento, eletta alla Camera dei Deputati per La Margherita-l'Ulivo, divenendo capogruppo della commissione Finanze.
Nel 2008 ha aggiunto la delega ai Lavori Pubblici della terraferma per il Comune di Venezia.
Il 1º dicembre 2008, a Roma, ha ricevuto il premio Minerva alla carriera politica.
Come Presidente delegato del ComitatoExpoVenezia ha realizzato la presenza del padiglione veneziano all'Expo di Shanghai 2010 (sei mesi di missioni, incontri, manifestazioni) ed ha contribuito a rinsaldare e sviluppare gli storici rapporti tra Cina e Venezia.
Da allora ha compiuto altri 10 viaggi in Cina mentre più di venti sono state le rappresentanze di città cinesi ricevute a Venezia.
Ha partecipato alle Primarie del centrosinistra per la carica a Sindaco di Venezia appoggiata dai Socialisti ma si piazza con il 18,62% soltanto terza, superata dal professor Giorgio Orsoni, sostenuto dal PD, che vince la competizione con il 46%, e dall'ex deputato Gianfranco Bettin, sostenuto dai Verdi, che arriva secondo con il 35,37%. Orsoni, una volta eletto sindaco, ha formato la sua nuova Giunta, affidandole l'incarico di consigliere comunale Delegato per le Manifestazioni di particolare rilievo.
Questo incarico comprende lo sviluppo di attività per realizzare progetti legati ai temi di MilanoExpo 2015, e un lavoro di preparazione alla candidatura di Venezia con il Nordest a capitale Europea della Cultura 2019.
Vive a Mestre e alla Giudecca (Venezia) con il marito Giuliano Segre, già presidente della Fondazione di Venezia.